# 宮之越站
宮之越站（日语：／ Miyanokoshi eki */?）是東海旅客鐵道（JR東海）中央本線的鐵路車站，位於日本長野縣木曾郡木曾町日義宮之越。

## 歷史
- 1910年（明治43年）11月25日：開業，為鐵道省的一個車站。
- 1949年（昭和24年）6月1日：成為日本國有鐵道的一個車站。
- 1972年（昭和47年）11月30日：貨運業務停止辦理。
- 1987年（昭和62年）4月1日：國鐵分割民營化，成為東海旅客鐵道的一個車站。

## 車站結構
島式月台1面2線的地面車站。

### 月台配置
| 月台 | 路線     | 方向 | 目的地             |
| ---- | -------- | ---- | ------------------ |
| 1    | 中央本線 | 下行 | 鹽尻、長野方向     |
| 2    | 中央本線 | 上行 | 中津川、名古屋方向 |

## 车站周边
- 宮越郵政局
- 義仲館
- 国道19号
- 木曾川
- 中山道 宮之越宿
- 木曾町役場 日義支所（舊日義村役場）

## 相鄰車站
東海旅客鐵道（JR東海）
 中央本線
■普通
藪原－宮之越－原野